# Brodarica (Chorwacja)
Brodarica – wieś w Chorwacji, w żupanii szybenicko-knińskiej, w mieście Szybenik. W 2011 roku liczyła 2534 mieszkańców.